# Madang
Madang (dt. historisch: Friedrich-Wilhelms-Hafen bzw. Friedrich-Wilhelmshafen) ist die Hauptstadt der Provinz Madang an der Nordküste von Papua-Neuguinea. Durch Siedlungen an der Peripherie der Stadt hat sich die Bevölkerung auf 35.971 Einwohner im Jahr 2011 erhöht (Zählung 1980: 21.335 Einwohner). Madang ist damit hinter Port Moresby, Lae, Arawa, Mount Hagen und Popondetta die sechstgrößte Stadt Papua-Neuguineas.

## Geografie
Madang liegt im Zentrum der langen Nordküste an der Astrolabe Bay. Die nahen Berge trennen die Stadt vom Inland und machen sie vor allem in der Regenzeit, wenn Erdrutsche die Passstraßen unpassierbar machen, schwer erreichbar.

## Lage
Madang liegt am nördlichen Ende der Astrolabe Bay auf der Halbinsel Schering Peninsula (in der deutschen Kolonialzeit Schering Halbinsel genannt). Die Halbinsel wird im Norden und Westen von einem Naturhafen umgeben, dem Madang Harbour. Madang Harbour ist nur wenige hundert Meter breit, reicht aber einige Kilometer tief ins Land hinein. Die Einfahrt wird durch Kranket Island blockiert, die für die Zufahrt zum Hafen südlich durch die Dallman Passage oder nördlich durch den Tab Anchorage umgangen werden muss. Im Norden befinden sich mehrere kleinere Koralleninseln und Riffe. Das Land ist in westlicher Richtung im Umkreis von rund sechs Kilometern flach. Die historische Gründung fand nur im nordöstlichen Teil des Naturhafens statt, da dieser weder von Mangroven noch versumpften Flussmündungen beeinträchtigt wurde. Als entscheidender Grund wurde jedoch die vom Meer kommende frische Luftzufuhr genannt, die eine besondere Bedeutung für die Gesundheit der Kolonisten hatte.

## Geschichte

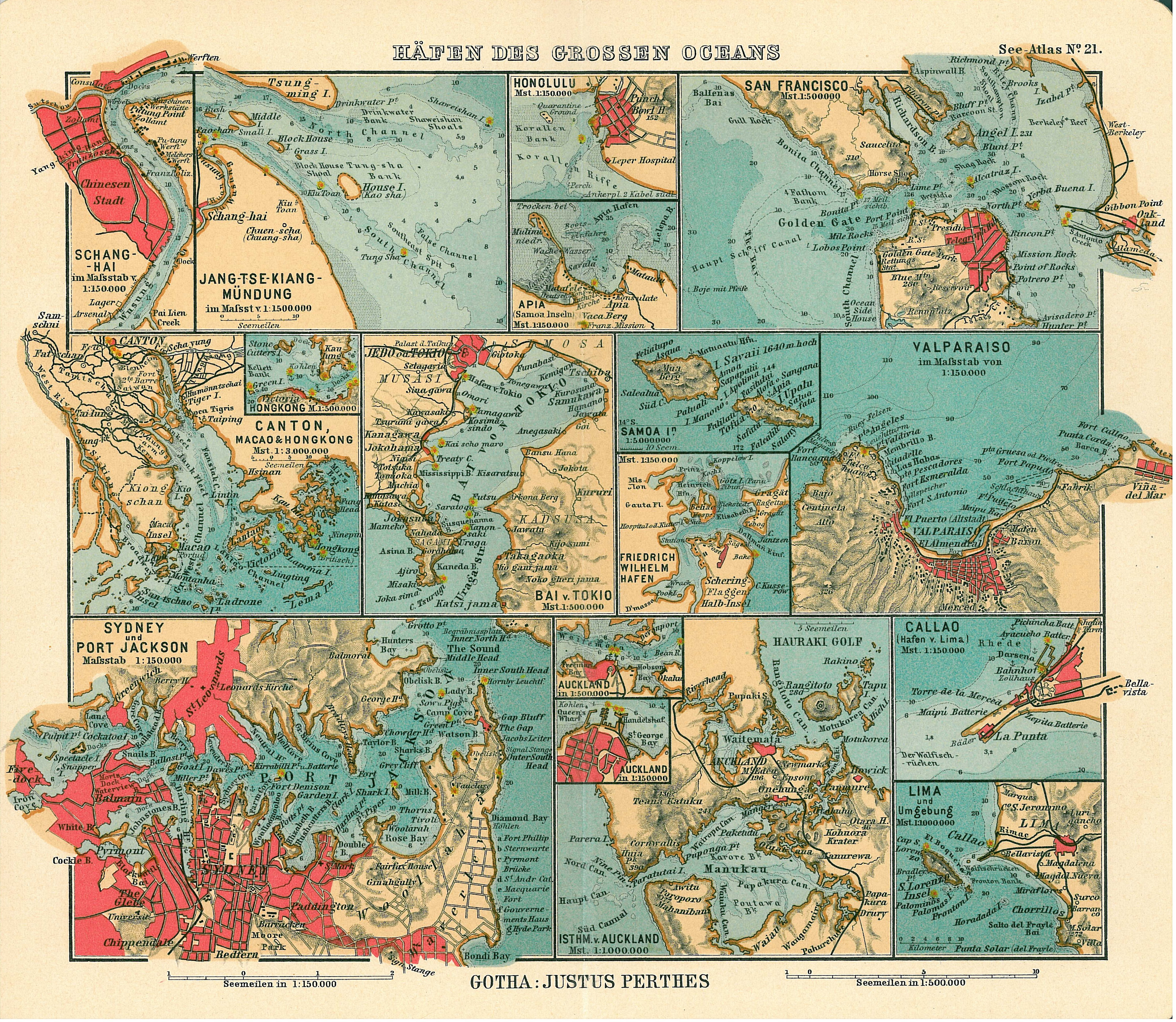
Friedrich-Wilhelmshafen unter den Häfen des Grossen Oceans auf einer Karte von 1906 (Mitte)

Station Friedrich-Wilhelmshafen, 1892

Der Hafen von Friedrich-Wilhelms-Hafen mit dem Regierungsschiff Seestern, vor 1910.

Friedrich-Wilhelmshafen wurde von Otto Finsch und Kapitän Eduard Dallmann gegründet. Im Auftrag der Neuguinea-Kompagnie untersuchte eine Expedition im April 1886 den Landungspunkt und erklärte ihn als nicht geeignet, um eine Plantage zu gründen. Erst 1888 wurde nach einer erneuten Begutachtung durchweg von guten Bodenbeschaffenheiten gesprochen, die eine Kaffeeanpflanzung möglich machen würde.
Im Sommer 1891 wurde die Station errichtet und war bereits ab dem 17. September 1892 Sitz der Landesverwaltung mit dem Kaiserlichen Regierungskommissar. Das Regierungsgebäude lag auf der nördlich gelegenen Eickstedtinsel. Die Landesverwaltung hatte zuvor vom 23 Kilometer entfernten Stephansort aus den Besitz verwaltet. Der Generaldirektor der Neuguinea-Kompagnie blieb jedoch in Stephansort. Bei der Verlegung des Verwaltungssitzes begleiteten Papuaner die deutschen Verwaltungsbeamten. Diese Einheimischen nannten Friedrich-Wilhelmshafen untereinander nach ihrer Heimatinsel „Madang“. Nach dem Ende der deutschen Kolonialherrschaft wurde „Madang“ zum offiziellen Ortsnamen. Ab 1896 wurde die wirtschaftliche Bedeutung der Plantagen von Friedrich-Wilhelmshafen zu Gunsten der bedeutenderen Pflanzungen von Stephansort für wenige Jahre stark eingeschränkt. Friedrich-Wilhelmshafen war mit Jomba, Erimahafen und Stephansort durch eine von Ochsen gezogene Feldbahn verbunden. Anfangs führte auch noch ein Saumpfad von Stephansort nach Friedrich-Wilhelmshafen. Dieser war jedoch bereits 1912 schon aufgegeben worden und wurde von Stephansort aus lediglich noch rund zwölf Kilometer bis zum Marienfluß instand gehalten.
Zwischen 1893 und 1894 wurde Friedrich-Wilhelmshafen ausgebaut. 1896 bestand die Station aus 13 Wohnhäusern für Europäer, die auf zwei Meter hohen Pfählen errichtet worden waren. 10 weitere Gebäude wurden zur Verwaltung, als Wohnhäuser für Einheimische, als Lager, Schuppen und als Sägewerk genutzt. Eine Fabrik zur Verarbeitung der vielfach benutzten Blättern der Atap-Palme war zu diesem Zeitpunkt bereits wieder aufgelassen worden. Das nur Europäern zugängliche Krankenhaus war 1892 zunächst auf der Beliao-Insel errichtet worden. 1897 verlegte man es auf die Schering-Insel. Dort wurde das seit 1895 freistehende ehemalige Wohnhaus des Landeshauptmanns Georg Schmiele zu einem Hospital mit acht Betten für Europäer und 160 Einheimische umgebaut. Ein eigenes Einheimischenkrankenhaus bestand zudem seit 1892 auf der Kutter-Insel direkt im Hafen. Auf der zwei Kilometer nördlich liegenden Insel Siar lag eine durch die Rheinische Missionsgesellschaft betriebene Missionsstation.
In den Jahren 1895 und 1896 nahmen mehrere deutsche Kriegsschiffe an Vermessungen in den Schutzgebieten teil. Dabei erkrankten neben etlichen Matrosen besonders viele Landvermesser – insgesamt 295 Mann. Als Herkunftsorte der Krankheit konnten unter anderem Friedrich-Wilhelms-Hafen und Stephansort ausgemacht werden, die nun auch als „recht ungesunde Plätze“ bezeichnet wurden. Allerdings bestand unter den zeitgenössischen Besuchern von Stephansort der Eindruck eines relativ gesunden Klimas.
Ab 1899 wurde die Siedlung mit dem bisherigen Schutzgebiet Teil des deutschen Kolonialbesitzes im Bismarck-Archipel und verlor damit den Status als Hauptort der Neuguinea-Kompanie. Zum neuen Hauptort wurde Herbertshöhe auf die Insel Neupommern (heute: Neubritannien).
Nach dem Ersten Weltkrieg wurde das Gebiet an Australien übergeben und Teil des Territoriums Neuguinea, das als Mandat des Völkerbundes verwaltet wurde.
Anfang 1943 wurde Madang ohne Gegenwehr von der kaiserlichen Japanischen Armee eingenommen. Im September 1943 startete eine alliierte Offensive unter der Leitung australischer Truppen in der Region, die Madang am 24. April 1944 befreien konnten. Bei den Kämpfen wurde Madang und zahlreiche Gebäude aus der Kolonialzeit weitgehend zerstört und musste danach wiederaufgebaut werden.
1959 wurde bei Madang der Leuchtturm The Coast Watchers aus öffentlichen Spenden durch das Commonwealth of Nations errichtet. Der Turm ist zugleich ein Erinnerungsort zu Ehren der Einwohner, die mit ihren Beobachtungsmeldungen die Alliierten im Pazifikkrieg unterstützten.

## Sehenswürdigkeiten
Die moderne Stadt Madang mit ihrem Verkehr und ihren Supermärkten gilt als das pulsierende Herz der sie umgebenden urtümlicheren Provinz Madang.
Obwohl durch Veränderungen der jüngsten Zeit stark beeinträchtigt, gilt Madang noch immer als eine der schönsten Städte der Südsee und als wohl schönste von Papua-Neuguinea. Viel Grün, schöne Parks sowie ein herrlich gelegener Golfplatz zieren den Ort, der sich auf einer Halbinsel ins blau-türkise Meer erstreckt.

## Bildung und Forschung
In Madang befindet sich die katholische Divine Word University, und ein Campus der University of Papua New Guinea. In Yagaum, 20 km außerhalb der Stadt, befindet sich auf dem Gelände eines lutherischen Krankenhauses eine Zweigstelle des Papua New Guinea Institute of Medical Research, wo Malaria, lymphatische Filariose, und andere Krankheiten der lokalen Bevölkerung erforscht und Studierende ausgebildet werden.

## Tourismus
Madang verfügt über mehrere Hotels und Gästehäuser. Die Stadt ist täglich durch mehrere Flüge mit der Hauptstadt Port Moresby und anderen Städten des Landes (z. B. Wewak) verbunden. Lokale Attraktionen beinhalten Ausflüge auf nah gelegene kleinere Inseln und Tauchausflüge. Madang ist außerdem Landepunkt von Kreuzfahrtschiffen und Ausgangspunkt von Touristenausflügen in das Hochland von Papua-Neuguinea mit Ziel Goroka oder Mount-Hagen.

## Bilder

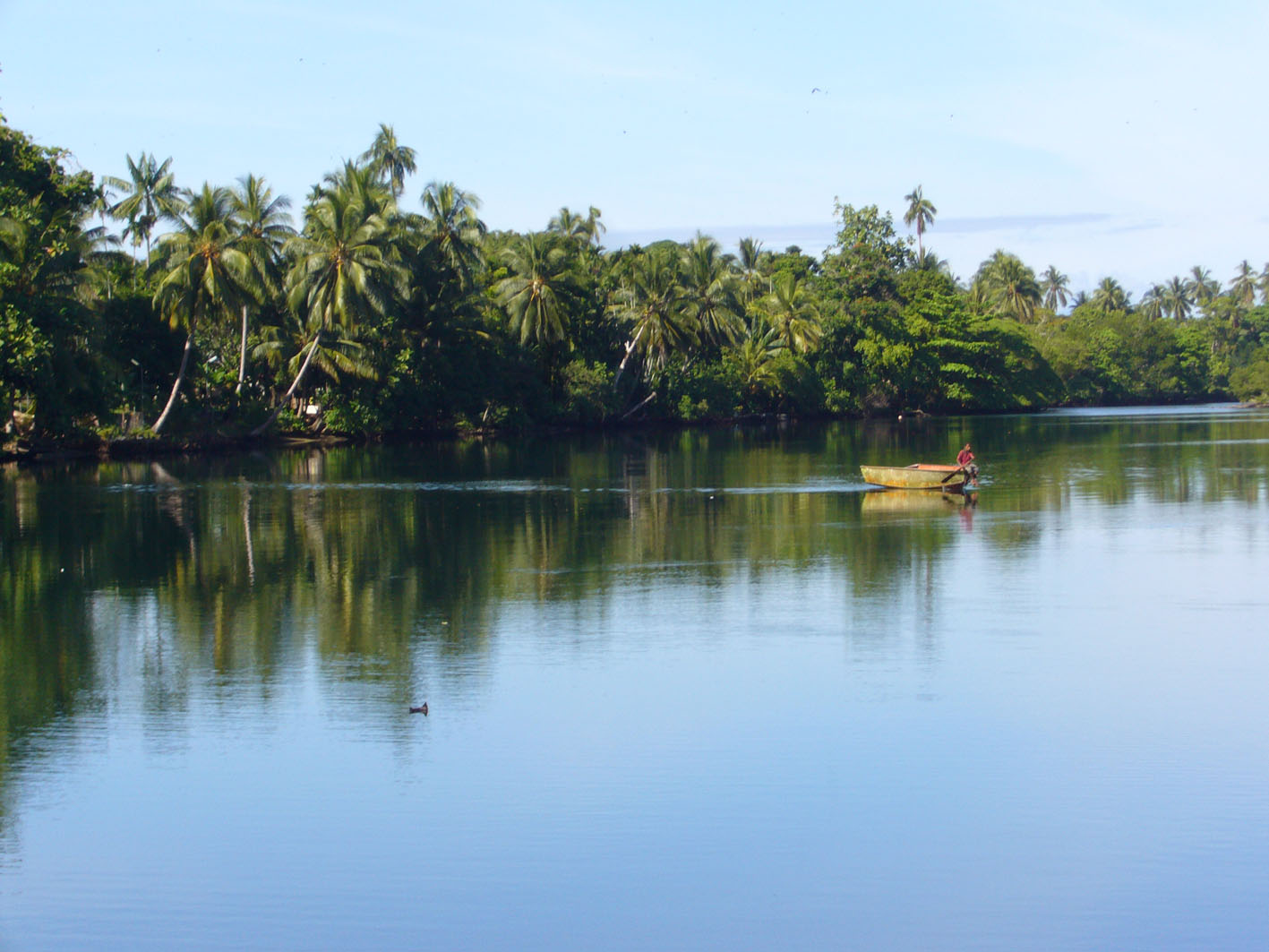
Lagune von Madang
Lagune zur deutschen Kolonialzeit (vor 1910)
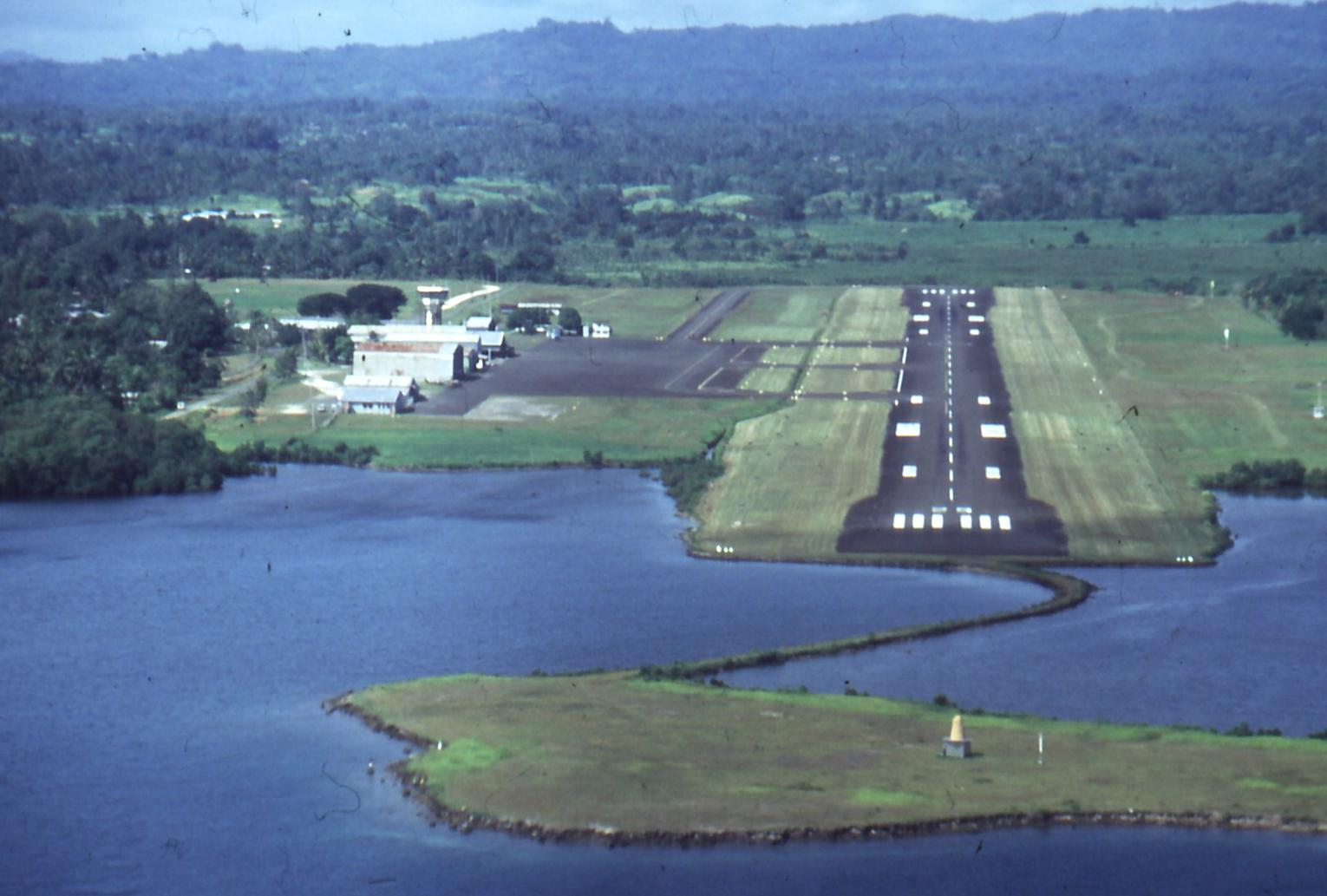
Madanger Flughafen
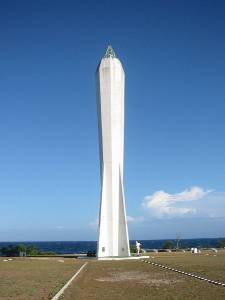
Coastwatcher-Ehrenmal, Kalibobo
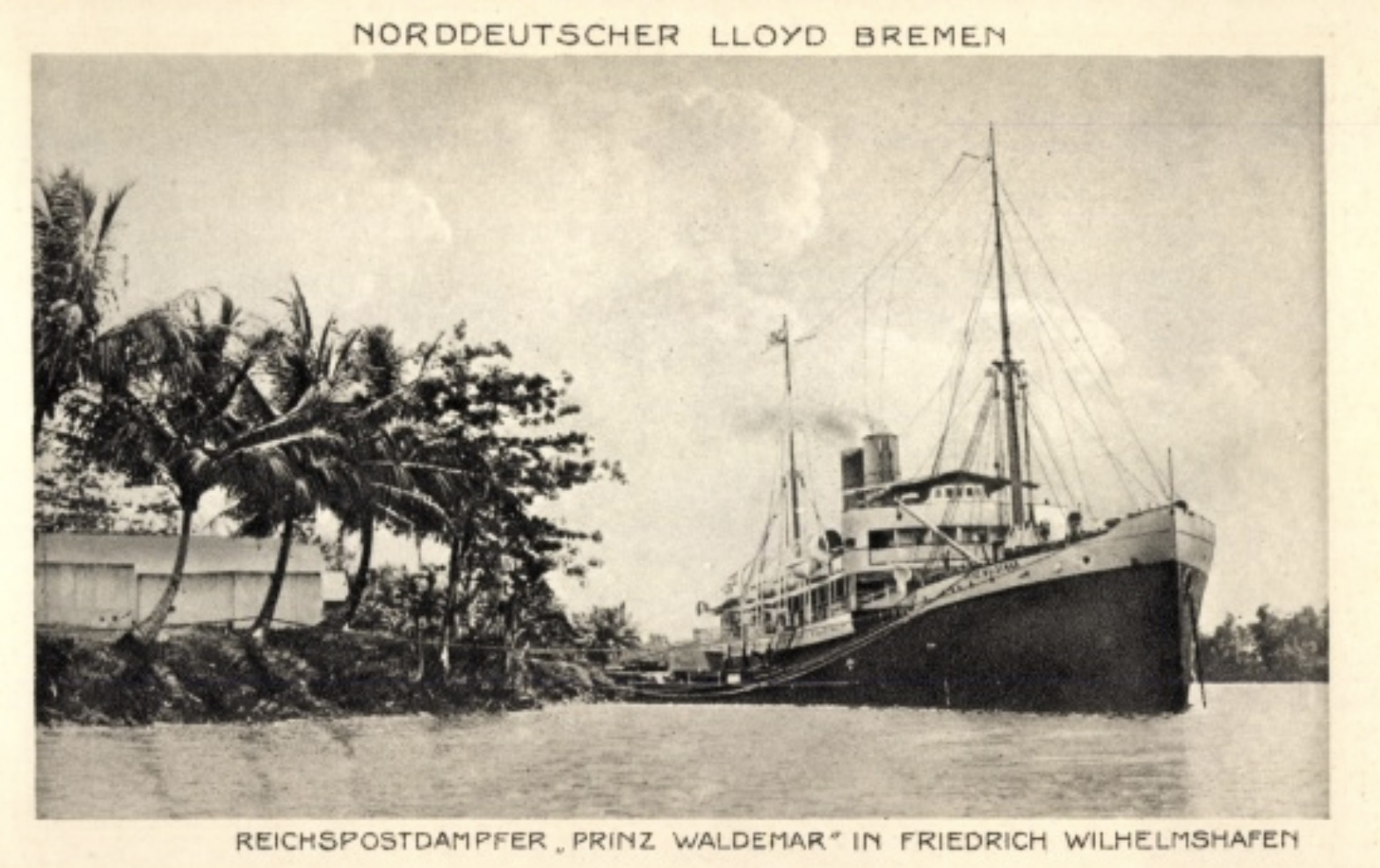
Friedrich Wilhelmshafen (Madang) – Postkartenmotiv, ca. 1910

## Klimatabelle
|                       | Jan  | Feb  | Mär  | Apr  | Mai  | Jun  | Jul  | Aug  | Sep  | Okt  | Nov  | Dez  |   |      |
| Mittl. Tagesmax. (°C) | 30,2 | 30,1 | 30,1 | 29,9 | 30,2 | 29,8 | 29,6 | 29,7 | 29,9 | 30,1 | 30,2 | 30,1 | ⌀ | 30   |
| Mittl. Tagesmin. (°C) | 23,2 | 23,1 | 23,2 | 23,2 | 23,3 | 22,9 | 22,8 | 22,9 | 22,9 | 22,9 | 23,0 | 23,2 | ⌀ | 23,1 |
|                       |      |      |      |      |      |      |      |      |      |      |      |      |   |      |
| Niederschlag (mm)     | 360  | 312  | 340  | 429  | 371  | 205  | 156  | 134  | 137  | 288  | 375  | 402  | Σ | 3509 |
|                       |      |      |      |      |      |      |      |      |      |      |      |      |   |      |
| Sonnenstunden (h/d)   | 5,1  | 4,8  | 4,6  | 5,5  | 6,3  | 6,5  | 6,3  | 6,8  | 7,6  | 6,8  | 6,2  | 5,2  | ⌀ | 6    |
|                       |      |      |      |      |      |      |      |      |      |      |      |      |   |      |
| Regentage (d)         | 19   | 17   | 19   | 18   | 19   | 16   | 12   | 9    | 10   | 14   | 17   | 19   | Σ | 189  |
|                       |      |      |      |      |      |      |      |      |      |      |      |      |   |      |
| Luftfeuchtigkeit (%)  | 85   | 85   | 85   | 85   | 85   | 84   | 84   | 82   | 83   | 83   | 84   | 84   | ⌀ | 84,1 |

| 23,2 |

| 23,1 |

| 23,2 |

| 23,2 |

| 23,3 |

| 22,9 |

| 22,8 |

| 22,9 |

| 22,9 |

| 22,9 |

| 23,0 |

| 23,2 |

| 23,2 |

| 23,1 |

| 23,2 |

| 23,2 |

| 23,3 |

| 22,9 |

| 22,8 |

| 22,9 |

| 22,9 |

| 22,9 |

| 23,0 |

| 23,2 |